# 鳥取市議会
鳥取市議会（とっとりしぎかい）は、鳥取県の県庁所在地である鳥取市の議会。

## 概要
- 定数：32人
- 任期：4年（令和4年12月17日から令和8年12月16日まで）
- 選挙区：市全体を1選挙区とする大選挙区制（単記非移譲式）
- 議長：星見健蔵（会派新生）
- 副議長：長坂則翁（会派未来ネット）

### 委員会
- 議会運営委員会（9人）
- 常任委員会（4委員会合計32人）、総務企画委員会（8人）、福祉保健委員会（8人）、文教経済委員会（8人）、建設水道委員会（8人）
- 特別委員会

## 歴史
2013年3月19日、鳥取市議会の議員の定数を定める条例が一部改正され、翌2014年12月17日から定数を36名から32名に制定した。

## 施設
市議会は鳥取市役所の本庁舎7階に位置する。

## 会派
| 会派名                     | 議員数 | 所属党派   |
| -------------------------- | ------ | ---------- |
| 会派新生                   | 11     |            |
| 公明党鳥取市議団           | 5      | 公明党     |
| 会派未来ネット             | 4      |            |
| 日本共産党鳥取市議会議員団 | 3      | 日本共産党 |
| 開政                       | 2      |            |
| 無所属                     | 6      |            |
| 欠員                       | 1      |            |
| 計                         | 32     |            |

（2024年8月22日現在）

## 選挙区・定数
鳥取市議会の選挙制度は、鳥取市全域を選挙区とする大選挙区制（単記非移譲式）である。

## 議員報酬等
| 役職   | 議員報酬        | 政務活動費 |
| ------ | --------------- | ---------- |
| 議長   | 月額 58万4000円 | 月額 3万円 |
| 副議長 | 月額 51万3000円 | 月額 3万円 |
| 議員   | 月額 47万5000円 | 月額 3万円 |

- 別途、年2回期末手当あり
- 政務活動費の残金は市に返還する義務がある
- 議員年金は2011年（平成23年）6月1日で廃止されている

## 出身者

### 国会議員（元職）
- 常田享詳（元参議院議員）
- 由谷義治（元衆議院議員）

### 前職・元職
- 君野順三（元鳥取弁護士会会長）